# Cheilanthopsis kangdingensis
Cheilanthopsis kangdingensis là một loài thực vật có mạch trong họ Woodsiaceae. Loài này được (H.S. Kung, L.B. Zhang & X.S. Guo) Shmakov mô tả khoa học đầu tiên năm 2003.